# 五氟化溴
五氟化溴，为溴的一种氟化物，化学式为BrF5，是一种强氟化剂。
BrF5可用于氧的同位素分析。固态硅酸盐在五氟化溴存在下的激光烧蚀释放O2，用于后续分析。 它也已在液体火箭推进剂中作为氧化剂进行了测试，并在铀的加工中用作氟化剂。

## 制备
五氟化溴于1931年通过溴和氟气直接化合发现的。这个反应适合大规模生产五氟化溴。
Br2 + 5 F2 → 2 BrF5
如果只需要少量的五氟化溴，则会使用溴化钾代替溴，此反应产生的五氟化溴几乎没有三氟化溴或是其它杂质。
KBr + 3 F2 → KF + BrF5

## 反应和用处
五氟化溴和水剧烈反应，形成溴酸和氢氟酸：
BrF5 + 3 H2O → HBrO3 + 5 HF
它是一种非常有效的氟化剂，能够在室温下将大多数铀化合物转化为六氟化铀。
五氟化溴可用于火箭燃料、合成中间体等。